# Sebilj (Szarajevó)
A Sebilj egy mór stílusú, a muzulmán városokra jellemző közkút a Szarajevóban levő Baščaršija városrész fő terén, az úgynevezett Sebilj téren (vagy ahogyan a látogatók gyakran hívják, a „galambok terén”). 1913-ban építették, manapság Szarajevó egyik jelképeként ismerik.

## Története
A sebilj (سبيل) arab szó, mely kioszk alakú nyilvános közkutat jelent; a régmúltban minden sebilj mellett egy kiszolgáló állt, aki vizet mert a szomjas járókelőknek. Evlija Cselebi utazó szerint 1660-ban háromszáz sebilj volt Szarajevóban, azonban ezek elpusztultak az 1697-es tűzvészben. A mai Sebilj elődjét Kukavica Mehmed basa, Bosznia oszmán kormányzója építtette 1753-ban. Ezt 1891-ben elbontották, majd Alexander Vitek cseh építész vezetésével 1913-ban a jelenlegi helyen építették fel mását.
1981-ben felújították, majd 1984-ben, az olimpiára készülve kisebb javításokat végeztek rajta. A délszláv háborúban megrongálódott; 2006-ban állították helyre.

## Leírása
Pszeudo-mór stílusú, cement alapzaton álló, kőből és fából emelt nyolcszögű építmény. A tetőszerkezetet egy nagy, rézzel borított kupola jellemzi, melynek tetején egy drágakő van. Szarajevó egyik jelképének tartják.

### Hagyománya
Egy mondás úgy tartja, hogy minden utazó, aki iszik a kút vizéből, az egyszer még visszatér Szarajevóba.

### Másolatai
Több városban állították fel a szarajevói Sebilj másolatát: Belgrádban, Saint Louisben, és Novi Pazarban.